# Заврате
Заврате (словен. Zavrate) насељено су место у словеначкој општини Радече у покрајини Долењска која припада Посавској регији. До јануара 2014. припадало је Савињској регији.
Налази се на надморској висини 520,6 м, површине 2,6 км². Приликом пописа становништва 2011. године насеље је имало 27 становника. 

## Историја
Заврате су бивши заселак суседног места Подкрај. Од Подкраја одвојен је у самостално насеље 1986. године

## Културна баштина
Археолошки докази о постојању римског насеља на овом подручју, указује да си Римљани 1224. изградили мост преко реке Саве на месту где се Савиња, улива у њу. Мост је срушен у 15. веку.